# Julius Epstein (pianiste)
Pour les articles homonymes, voir Epstein.
Ne doit pas être confondu avec Julius J. Epstein.
Julius Epstein, né le 7 août 1832 à Zagreb (anciennement Agram en allemand) en Croatie et mort le 3 mars 1926 à Vienne, est un pianiste juif austro-hongrois.

## Biographie
Il est élève du directeur de chœur Vatroslav Lichtenegger, et à Vienne de Johann Rufinatscha pour la composition et d'Anton Halm pour le piano-forte. Il commence ses débuts en 1852 et il devient rapidement un des pianistes et enseignants les plus populaires à Vienne. À partir de 1867 jusqu'en 1901 il est professeur de piano au Conservatoire de Vienne, où Ignaz Brüll, Marcella Sembrich et Gustav Mahler sont parmi ses élèves.
Il revisite  les sonates pour piano de Beethoven, Mendelssohn Sämmtliche Clavierwerke et Kritisch Durchgesehene Gesammtausgabe de Schubert, parmi d'autres. Il est un ami de Brahms.
Il participe à l'édition monumentale des œuvres de Schubert chez Breitkopf et Härtel.
Ses deux filles Rudolfine (violoncelliste) et Eugénie (violoniste) ont fait une tournée de concerts très réussie par l'Allemagne et l'Autriche pendant la saison 1876-1877. 
Son fils Richard (né le 26 janvier 1869 à Vienne; † le 1er août 1919 à New York  (États-Unis)) est aussi professeur de piano au Conservatoire de Vienne.

## Ses travaux
- Intégrale des sonates pour piano forte solo / Franz Schubert éditée par Julius Epstein. (New York: Dover, 1970)  (ISBN 0486226476).
- Anciens maîtres du piano, sélectionnés avec l'utilisation partielle des éditions originales et les manuscrits. Neu hrsg. Nouvelle éd. vers. et les doigtés et les marques d'expression avec vers. von Julius Epstein Vienne : Edition Universal, nd.
- Wilhelm Friedemann Bach: Douze Polonaises pour piano. Leipzig: (Hofmeister, 1985).
- Classiques de la musique : les plus importantes œuvres de la littérature pianistique en huit volumes, éd. Prosniz Adolf et Julius Epstein. Vienne: Universal Edition, non daté.
- Ludwig van Beethoven: Sonates pour Piano Forte Bruxelles: Cranz 1948 (incl.: Sonates n ° 1-32 (Op. 2 no 1 à 111 op)).
- Franz Schubert: Œuvres complètes (New York 1965, Dover Publ).